# Huntly
Huntly är en ort i Storbritannien. Den ligger i kommunen Aberdeenshire och riksdelen Skottland, i den norra delen av landet, 700 km norr om huvudstaden London. Huntly ligger 127 meter över havet och antalet invånare är 4 390.
Terrängen runt Huntly är kuperad åt sydost, men åt nordväst är den platt. Runt Huntly är det glesbefolkat, med 8 invånare per kvadratkilometer. Närmaste större samhälle är Keith, 13,8 km nordväst om Huntly. Trakten runt Huntly består i huvudsak av gräsmarker.